# Pliosaurus funkei
Pliosaurus funkei (kort: P. funkei), innan 2012 benämnd predator X (”rovdjur X”), är en utdöd pliosaurusart funnen på Svalbard i norra ishavet. Det är möjligen det absolut största kända havsrovdjur som levde under juraperioden.

## Fynd och beräkningar
År 2006 hittade norska forskare två fossiler en gigantisk pliosaurusart i Svalbard. Den ena var en skalle som var 2,5 meter lång, vilken uppskattas ha tillhört ett 12–15 meter långt djur med en maxvikt kring 45 ton. Bitkraften hos P. funkei beräknas vara 4 gånger starkare en tyrannosaurus rex bitkraft.
Arten är döpt efter volontärerna som hittade holotypen: Björn och May-Liss Funke.

## Levnadssätt
Kimmerosaurus, en svanödla, lär ha varit en av P. funkeis huvudsakliga föda. Efter undersökningar av bitmärken på fossil av kimmerosaurus skalle har man listat ut hur P. funkei torde ha jagat. På grund av dess storlek kunde byten såsom kimmerosaurus fly till grunt vatten som försvar, varför P. funkei ser ut att ha fångat byten genom att gömma sig på djupare vatten och sedan överraskande simmat upp mot ytan där bytet fångade föda. Den tog tag i halsen på kimmerosaurus och sköt upp ur vattnet. Man kan likna det med idag hur hajar skjuter upp ur vattnet med ett fångat byte i munnen.